# 張崑陽

張崑陽（英語：Sunny Cheung，1996年3月3日—），香港本土派政治人物，香港民主委員會顧問，約翰霍普金斯大學保羅尼采高等國際研究學院碩士。曾擔任香港大專學界國際事務代表團發言人及香港浸會大學學生會副會長，期間公開支持本土主義，曾參與反國教及雨傘運動等運動，為傘後第一代本土派學生領袖。2019年香港爆發反送中運動，張崑陽曾以學界代表團身份到美國等多個國家遊說，推動香港人權與民主法案等立法工作，爭取透過制裁侵犯香港人權的中國和香港官員，以及有案底的政治運動參與者能不受阻礙獲得美國簽證，捍衛香港的人權、民主與自治。  在2020年香港立法會選舉民主派初選中，張崑陽於九龍西選區以第二高票當選，並於港府大規模取消候選人參選資格後離開香港。 翌年香港民主派初選大搜捕後，公佈自己正於美國華盛頓進修及已向美國政府申請政治庇護。
因2020年6月4日於六四事件31周年晚會中，未出席被控「明知而參與未經批准集結」和「煽惑他人參與未經批准集結」的聆訊被法庭通緝；另外也因涉嫌違反《港區國安法》被警方通緝，及呼籲港人杯葛2021年香港立法會選舉，涉嫌違反《選舉（舞弊及非法行為）條例》被廉政公署獲裁判官簽發手令通緝。

## 個人經歷
張崑陽中學於聖若瑟書院畢業，中學時期參與辯論，在2013年時為第12屆《基本法》多面體全港中學生辯論賽冠軍賽的最佳辯論員。 大學時期最初在香港浸會大學主修中國研究。其後轉到香港大學修讀中國研究及政治，同時成為香港大學粵語辯論隊隊員，以台上辯員身份奪得香港大專辯論賽冠軍，該年決賽辯題為「來屆政府應重啟政改」。張崑陽同時熱衷於政治運動，於2012年參與反國教運動時與黃之鋒相識，2014年雨傘運動期間，曾留守銅鑼灣佔領區。在修讀香港浸會大學期間，張崑陽曾參選學生會，當選為外務副幹事長。於港大在學期間，成為香港大學學生會評議會時事委員會委員。曾為議政組織「立言香港」的委員，該組織其他成員包括張秀賢和梁繼平，主張以政策倡議推動香港經濟自主、體制自強、社區自治、文化自成及國際自立。 2021年，張崑陽公佈獲約翰霍普金斯大學保羅尼采高等國際研究學院錄取攻讀碩士。

## 政治生涯

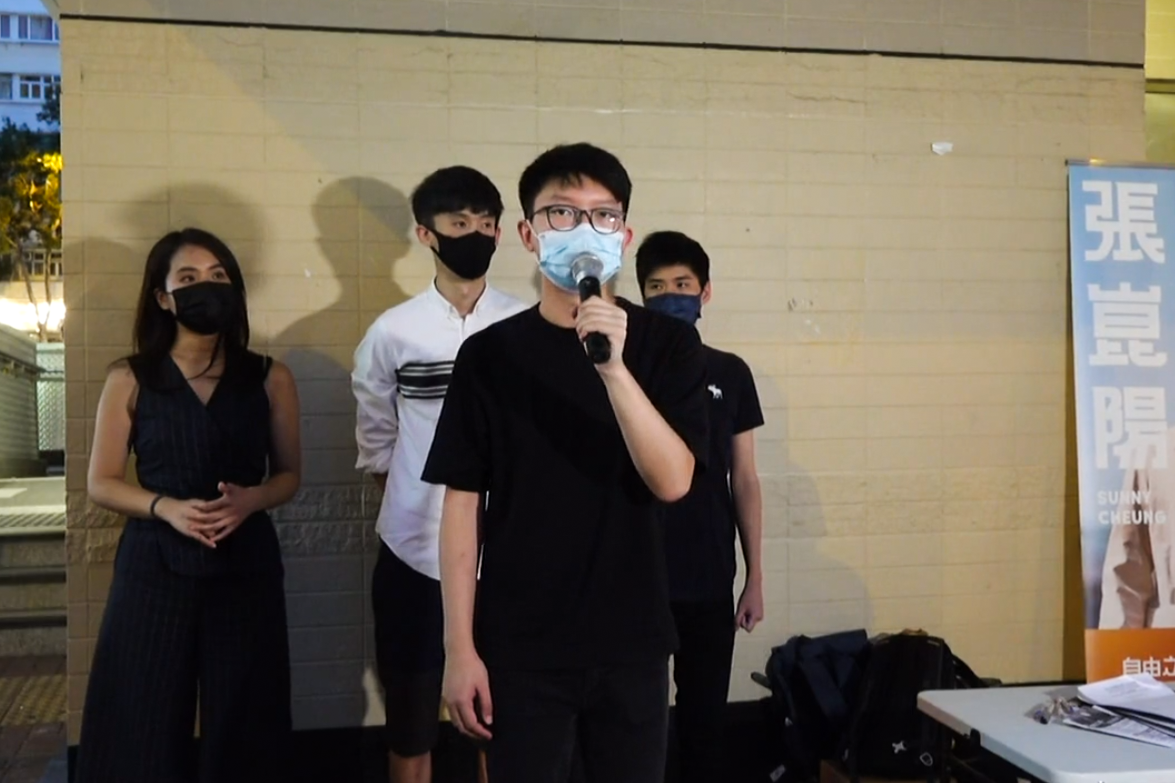
張崑陽在2020年6月18日到黃埔站外收集市民提名，正式宣布參加九龍西民主派初選

張崑陽曾分別參與2012年的反國教運動及2014年的雨傘運動。雨傘運動期間，張崑陽在銅鑼灣佔領區留守至清場，受運動啟發而考慮出選浸會大學學生會。 2015年張崑陽成功當選為浸大學生會外務副幹事長。該屆學生會響應本土思潮，是首間表明不參加維園六四燭光晚會的大學學生會。時任學聯常委的張崑陽主張退出晚會，強調雖然六四晚會有其意義，亦啟蒙了很多年輕人，但晚會只停留在哀傷層面而沒有抗爭。張崑陽表示六四晚會口號之一的「建設民主中國」不應是香港這一代人的責任，質疑香港是否能分身再去處理中國的民主訴求。 由於根據學聯的共識制，出席六四晚會需要所有學生會全體一致通過議案，只要一間院校反對，便不能以學聯的名義行動，故此該年亦是學聯26年來首次不以聯會名義出席晚會。同年，四間大學通過退出學聯，浸會大學是其中之一。 浸大飯堂張貼一張簡體字通告引發「繁簡之爭」，張崑陽曾向內地生撰寫公開信，指出兩地的確存在文化差異，事件非港人過份敏感。 2016年旺角騷亂，有別於傳統泛民政黨選擇譴責暴力行為，浸大學生會當晚以「民不畏死奈何以死懼之」為題發表聲明，強調在高牆與雞蛋之間永遠站在雞蛋一方。 2017年，張崑陽成為議政組織「立言香港」的委員，與張秀賢和梁繼平等組織成員開始透過政策倡議、組織地區活動及舉辦講座論壇建構論述。 同年底，張崑陽主持「殖民香港：由英殖時期到特區年代」學術研討會，邀請台灣學者吳介民和吳叡人出席，不過兩人的簽證被拒，引起對干預學術自由的討論。
2020年6月18日，張崑陽宣佈參與九龍西民主派初選。得16,992票，排行第二。
2020年6月30日，全國人大常委會通過香港國安法，多個政治組織相繼宣布解散及停止本地活動；時任民間外交網絡發言人張崑陽亦於當日辭任發言人並解散組織，並表示「我並不希望拖累任何人。如果中共需要對我興師問罪，就由我一人獨力承擔」。
2021年1月，多名流亡海外香港人創立如水雜誌，由張崑陽出任主編一職。
2021年8月，張崑陽在公開流亡美國後接受訪問，透露自己遭跟蹤後決定即日離開香港，同時表明自己支持香港獨立。
2021年9月，加入在美港人組織香港民主委員會擔任顧問，負責遊說及倡議工作，包括接觸美國國會議員及政府官員。

## 國際遊說
2019年香港爆發反送中運動，張崑陽在六月中運動初期時開始參與街頭抗爭及示威爭取政府撤回逃犯條例修訂。 七月底，十一個大專學生會決定組成「香港大專學界國際事務代表團」，由各學生會派出兩名代表參與代表團推動民間外交。張崑陽以港大學生會評議會時事委員會委員的身份成為發言人，上任後即表明需動員各界支持美國國會迅速通過香港人權與民主法案，以保障香港自治權，同時強調結合香港和國際抗爭，逼使特區政府回應五大訴求。張崑陽在各國遊說期間向國際社會解釋香港示威者的激進手段，成功把香港人權與民主法案法案「加辣」，擴闊制裁名單，同時加入因參與政治活動而留案底的當事人也能不受阻礙獲得美國發出簽證的條款。  張崑陽亦曾多次聯同民間集會團隊發起集會，呼籲各國制定《全球馬格尼茨基人權問責法》等立法，制裁嚴重違反人權公約的香港警察和官員，實現全球「反極權包圍網」。

### 遊說過程
(只列出重要事件及會面紀錄)
- 2019年8月16日：主持英美港盟主權在民集會，促請英國宣佈中國單方面違反中英聯合聲明及促請美國通過《香港人權與民主法案》，大會宣稱有六萬人參與
- 2019年9月4日：到訪澳洲與召集反修例示威活動的香港留學生和自由黨、工黨、綠黨代表，以及總理及外交部辦事處職員進行會面 [25] [26] [27]
- 2019年9月9日：與前港督彭定康及多名國會議員就英國推動《馬格尼茨基法案》及BNO平權問題進行會面 [28] [29]
- 2019年9月17日：應美國國會及行政當局中國委員會邀請出席香港問題聽證會 [30]
- 2019年9月26日：到訪美國白宮與副總統彭斯辦公室及美國國家安全委員會的職員會晤，爭取美方官員對《香港人權與民主法案》的支持 [31]
- 2019年10月21日：到華盛頓代表民陣領取由人權組織「公民力量」所頒發的獎項，民主共和兩黨議員均有出席 [32]
- 2019年11月2日：發起「求援國際，堅守自治」集會但遭警方反對，觸發香港多場示威及集會，而全球同日亦有有35個城市舉辦聲援活動響應，橫跨歐美及亞太區等多個城市
- 2019年11月28日：美國總統特朗普簽署《香港人權與民主法案》，發起在愛丁堡廣場舉行「《香港人權與民主法案》感恩節集會」，大會估計約有十萬人參加 [33] [34]
- 2019年12月23日：在愛丁堡廣場舉行「星火不息，燃點國際」集會，聲援遭警方拘捕的「星火同盟」成員 [35]
- 2020年1月10日：台灣大選翌日與陸委會副主任邱垂正見面，探討禁止侵害香港人權人士入境及遞交制裁報告 [36]
- 2020年1月19日：聯同民間集會團隊於遮打花園發起天下制裁流水式集會
- 2020年2月25日：聯同香港眾志就警方使用過度武力侵犯《公民權利和政治權利國際公約》中的公眾集會權利去信聯合國 [37]
- 2020年3月10日：聯同近百個民間團體及香港眾志發表致美國國務卿蓬佩奧的公開信，建議美方在《香港人權與民主法案》首次年度認證中，要求港府落實全面民主化的進度，並調查違反國際人權的警暴行為，確認和考慮制裁涉事官員。 [38]
- 2020年5月20日：聯同羅冠聰及黃之鋒發起聯署，促請瑞士政府停止向香港警方出口包括胡椒槍等武器。[39]
- 2020年6月3日：聯同前立法會議員羅冠聰和香港眾志秘書長黃之鋒發起聯署，促請歐洲各國領袖反對港版國安法，加快《馬格尼茨基法案》立法工作，並在與中國貿易協定中加入保障香港人權的條文。[40]
- 2020年6月5日：獲邀出席英國跨黨派國會香港小組網上聽證會，向英國國會議員講述香港警暴問題，並敦促英方停止向香港警察出口裝備及提供訓練。[41]
- 2020年6月9日：與英國工黨議員討論香港局勢，探討連結兩地民間工會及向執政保守黨施壓。[42]
- 2020年6月29日：國安法通過前夕，獲邀參與聯合國學術委員會週年論壇，指出自由世界有必要警惕中國模式的滲透，呼籲聯合國履行對中英聯合聲明的監察責任。[43]
- 2020年10月16日：泰國爆發示威，聯同黃之鋒及羅冠聰發起全球聯署聲援泰國示威者及呼籲泰國皇室進行政治改革。[44]
- 2021年11月19日：到加拿大出席哈利法克斯國際安全論壇，與美國印太司令阿基利諾及北約軍事委員會主席鮑爾會面，討論中國軍事威脅及盟軍調動能力。
- 2022年4月18日：參與由美國國務院主管民主及亞太事務的高級官員召開的圓桌會議，與國務院民主、人權和勞工局代理首席助理副部長布斯比（Scott Busby）和亞太副助卿華自強討論香港政策法報告及香港的人權狀況。
- 2022年4月29日：到亞利桑那州出席由美國智庫麥凱恩研究所（英语：McCain Institute）主辦的聖多納論壇（Sedona Forum），與會者包括美國國家反恐中心總監、聯邦調查局局長及前國防部部長等。[45]
- 2022年6月10日：應邀出席哥本哈根民主高峰會，與多名台灣跨黨派立法委員包括林昶佐、范雲和王婉諭見面。[46]
- 2022年9月13日：再度與澳洲議會情報及安全委會主席、自由黨參議院帕特森會面，雙方討論在澳洲通過馬格尼茨基人權問責法後跟進制裁事宜。[47]

## 事件

### 會見美國領事事件
多份親北京報章報道指張崑陽與彭家浩、黃之鋒及羅冠聰等人於2019年8月6日在金鐘一間酒店與美國駐港總領事館政治部主管伊珠麗會面。隨後大專學界國際事務代表團宣布在中環遮打花園舉行英美港盟主權在民集會，被中共定性是企圖將香港內部事務推向國際層面，聯同外國勢力推動「港獨」及「反華」議題。
中國外交部駐港公署就此緊急約見美國駐港總領事館高級官員提出嚴正交涉，美國國務院則反駁中方的說法，指外交官正履行其職責，並指摘中方泄露美國外交官的個人信息。有份參與會面的黃之鋒指此次會晤只是談論美方正推動的《香港人權民主法》立法進程及促請美方停止向香港警方出口催淚彈和橡膠子彈等武器。  

### 辭任代表
大專學界國際事務代表團是在反送中示威尚在進行中的背景下成立，當時港大代表以在評議會成立專責委員會之方式加入代表團。經過多月，代表團工作及義務已超出了評議會當初所賦予臨時委員會之職權範圍。 外界有聲音關注代表團包括代表性、約章及財政問題。 張崑陽出席港大學生會評議會常務會議時解釋指代表團成立倉猝，未來會進一步約章化。
雖然港大學生會署理會長認同非常時期下事後通知的情況，惟基於港大學生會和代表團的關係有待解決，張崑陽在會上同時提出港大代表為此問責辭職及解散港大學生會為代表團成立的臨時委員會以暫時退出代表團，直至未來透過更具廣泛民意的方法處理學生會和代表團的從屬關係，又認為自己作為發言人必須辭職體現問責精神。最終評議會以二十五票贊成；零票反對；一票棄權，通過他請辭的決定。

### 來台解畫
香港反送中運動持續引起台灣是否訂立難民法爭議，總統蔡英文表示可以目前的《港澳條例》庇護在台港人，故不需「難民法」。香港浸會大學學生會會長方仲賢其後在社交媒體上批評中華民國政府「只想用香港人的鮮血來換取台灣人選票」，言論在臺港兩地引發爭議。
其後張崑陽主動陪同方仲賢等人到台灣拜會陸委會等政府相關單位親自致歉，指出學生的政治敏感度太低，低估相關言論被其他政黨借選舉期間炒作的情況。張崑陽在台時強調尊重台灣政府自主，歡迎任何能幫助香港的方案，指「無論用什麼方法，可以幫香港就好了」。

### 流亡海外
2020年8月17日，《文匯報》報導，張崑陽於2020年8月14日晚上前往英國， 惟消息並未經張本人或其他傳媒確認，真實情況仍有待查證。
到同年9月15日，他缺席在今年6月4日於六四事件31周年，涉嫌「明知而參與未經批准集結」和「煽惑他人參與未經批准集結」的聆訊，控方於庭上提到張已離港。到晚上，張崑陽透過facebook確認自己已經離開香港，指近日不斷被跟蹤，伴侶和家人也被騷擾，基於安全考慮，只能離港。張崑陽稱，現時中美角力下，「人質外交」開始呈現，而自己正深陷在中共與自由社會的外交角力當中，已明白自己必須面對的高風險，及未來一段日子將難以安全回港的事實。
2020年12月27日，張崑陽因觸犯《港區國安法》而遭到香港警方國安處通緝，翌日於社交網站宣布正式斷絕與家人往來，指不希望「政權的報復」牽涉身邊人，又形容「儘使要孤身走我路，是痛苦卻也自豪」。
2021年12月16日，張崑陽聯同前黃大仙區議員劉珈汶、前屯門區議員李家偉、前九龍城區議員李軒朗等流亡海外人士，於社交媒體以「杯葛選舉，刻不容緩」為題進行直播，呼籲港人杯葛2021年香港立法會選舉。張崑陽在直播中指出，任何「真民主派」都不會參與是次立法會選舉，「否則會就是政權的幫兇，背叛香港民主運動」。12月18日，廉政公署獲裁判官簽發手令，通緝張崑陽等人，指他們涉嫌在立法會選舉期間，藉公開活動煽惑他人不投票或投無效票，違反《選舉（舞弊及非法行為）條例》。
2021年12月21日，張崑陽聯同流亡海外的前立法會議員羅冠聰出席臺灣立法院人權促進會題為「香港的走向以及台灣的對應—香港議題」的線上公聽會。張在會上呼籲臺灣政府加快審批香港人在台居留程序，並儘快修法，讓香港人在臺工作後取得居留權甚至入籍，以吸納香港人才，保存香港文化，讓香港人在臺灣安身立命。。